# خالد زهرمان
نائب لبنان عن كتلة «المستقبل» النيابية عن أحد المقاعد السنية في دائرة عكار شمال لبنان. ولد في العام 1966 وهو متزوج وله أربعة أولاد. انتخب لأول مرة في دورة العام 2009 الانتخابية وحاز على 71891 صوتاً.

## الدرجة العلمية
حائز على دكتوراه في فيزياء علوم المود والخلايا الشمسية من فرنسا بعد حصوله على الإجازة الجامعية من الجامعة اللبنانية. ويعمل حالياً كباحث علمي في الهيئة اللبنانية للطاقة الذرية (المجلس الوطني للبحوث العلمية) بالإضافة إلى تدريس مادة الفيزياء في جامعة بيروت العربية. وله حوالي 30 منشورة علمية نشرت في مجلات علمية عالمية متخصصة وشارك في العديد من المؤتمرات المحلية والإقليمية والدولية. وتابع العديد من الدورات التدريبية وورشات العمل في الخارج في مجالات الطاقات المتجددة، الانحباس الحراري، تقنيات التحليل النووية، الأمن والأمان النووي. وأشرف على العديد من أطروحات الماجستير في لبنان والخارج. وشارك كرئيس أو كعضو في اللجان التنظيمية واللجان العلمية لمؤتمرات علمية محلية وإقليمية.